# 3. armada (ZDA)
3. armada (izvirno angleško Third Army) je armada Kopenske vojske ZDA, ki je hkrati poimenovana kot Poveljstvo službene komponente Kopenske vojske ZDA (izvirno angleško Army Service Component Command; kratica ASCC). Trenutno je predstavnik Kopenske vojske ZDA v sklopu Centralnega poveljstva ZDA (U.S. Central Command; ARCENT) in pri Poveljstva kopenskih komponent koalicijskih sil (Coalition Forces Land Component Command; CFLCC) (pri čemer deluje primarno v Severni Afriki in Srednji ter Jugozahodni Aziji) ter je primarni logistični element za vse kopenske sile pri Centralnem poveljstvu ZDA.
Pod poveljstvom Georga S. Pattona je leta 1994 3. armada osvojila več ozemlja v krajšem času, zajela več ujetnikov ter napredovala več kot katerakoli druga armada v vojaški zgodovini.

## Vodstvo
Poveljniki
- gen.por. Michael X. Garrett (2015–danes)
- gen.por. James L. Terry (2013–2015)
- gen.por. Vincent K. Brooks (maj 2011–2013)
- gen.por. William G. Webster (maj 2009–maj 2011)
- gen.por. James J. Lovelace (december 2007–maj 2009)
- gen.por. R. Steven Whitcomb (oktober 2004–december 2007)
- gen.por. David D. McKiernan (2002–oktober 2004)
- gen.por. Paul T. Mikolashek (2000–2002)
- gen.por. Tommy Franks (1997–2000)
- gen.maj. Robert Ivany (1997)
- gen.por. Steven L. Arnold (1994–1997)
- gen.por. James R. Ellis (1992–1994)
- gen.por. John J. Yeosock (1989–1992)
- gen.por. Andrew Chambers (1987–1989)
- gen.por. T.G. Jenes, Jr. (1984–1987)
- gen.por. William J. Livsey (1983–1984)
- gen.por. M. Collier Ross (1982–1983)

Enota deaktivirana (1973–1982)
- gen.maj. Warren Bennett (1973)
- gen.por. Melvin Zais (20. junij 1972 - 14. junij 1973)
- gen.por. Albert O. Connor (1969–1972)
- gen.por. John L. Throckmorton (1967–1969)
- gen.por. Louis W. Truman (1965–1967)
- gen.por. William C. Bullock v.d. (1965)
- gen.por. Charles W.G. Rich (1964–1965)
- gen.por. John W. Bowen v.d. (1964)
- gen.por. Albert Watson II (1963–1964)
- gen.por. Hamilton H. Howze v.d. (1962–1963)
- gen.por. Thomas J. H. Trapnell (1961–1962)
- gen.por. Paul DeWitt Adams (1960–1961)
- gen.por. Thomas J. H. Trapnell (1960)
- gen.por. Herbert B. Powell (1960)
- gen.por. Robert F. Sink v.d. (1960)
- gen.por. Clark L. Ruffner (1958–1960)
- gen.por. Thomas F. Hickey (1955–1958)
- gen.por. Alexander Bolling (1952–1955)
- gen.maj. William A. Beiderlinden (1952)
- gen. John R. Hodge (1950–1952)
- gen.por. Alvan C. Gillem, Jr. (1947–1950)
- gen.por. Edward H. Brooks v.d. (1947)
- gen.por. Oscar Griswold (1947)
- gen.maj. Ernest N. Harmon (1947)
- gen.por. Geoffrey Keyes (1946–1947)
- gen. Lucian K. Truscott, Jr. (7. oktober 1945 - april 1946)
- gen. George S. Patton, Jr. (1. avgust 1944 - november 1945)
- gen. Courtney Hodges (1943–1944)
- gen. Walter Krueger (1941–1943)
- gen.por. Herbert J. Brees (1940–1941)
- gen.por. Stanley D. Embick (1938–1940)
- gen.maj. George V.H. Moseley (1936–1938)
- gen.maj. Frank Parker (1936)
- gen.maj. Johnson Hagood (1933–1936)
- gen.maj. Edwin B. Winans (1932–1933)

Enota deaktivirana (1919–1932)
- gen.por. Hunter Liggett (20. april 1919 - 2. julij 1919)
- gen.maj. Joseph T. Dickman (7. november 1918 - 20. april 1919)

Namestniki poveljnika
- gen.maj.Terrence J. McKenrick (2017–danes)
- gen.maj.Donnie Walker. (2017–danes)
- gen.maj.William B. Hickman (2015–2017)
- gen.maj.Paul C Hurley Jr. (2015–2017)
- gen.maj.Dana J.H. Pittard (2013–15)
- gen.maj.Kurt J. Stein (2012–15)
- gen.maj.Gary Cheek (2011–13)
- gen.maj. Peter Vangjel (2009–2011)
- gen.maj. Charles A. Anderson (2008–2009)
- gen.maj. Dennis E. Hardy (2006–2008)
- gen.maj. James A. Kelley (2005–2006)
- gen.maj. Gary D. Speer (2004–2005)
- gen.maj. Stephen M. Speakes ( )
- gen.maj. Antonio M. Taguba ( )
- gen.maj. Henry Stratman ( )
- gen.maj. William G. Webster (2002–2003)
- gen.maj. Warren C. Edwards (1999–2002)
- gen.maj. Charles C. Campbell (1998–1999)

Armadni podčastniki
- Command Sergeant Major Eric C. Dostie (2016–danes)
- Command Sergeant Major Ronnie R. Kelley (2014–16)
- Command Sergeant Major Stephan Frennier (2011–14)
- Command Sergeant Major John D. Fourhman (2008–2011)
- Command Sergeant Major Franklin G. Ashe (2005–2008)
- Command Sergeant Major Julian A. Kellman (2004–2005)
- Command Sergeant Major John D. Sparks (2002–2004)
- Command Sergeant Major Vincent M. Myers (2000–2002)
- Command Sergeant Major Dwight J. Brown (2000)
- Command Sergeant Major Robert T. Hall (1996–2000)

Načelniki štaba
- brigadni general Viet X. Luong (2016–danes)
- brig.gen. David P. Glaser (2014–16)
- brig.gen. Charles L. Taylor (2012–14)
- brig.gen. David Bishop (2011–12)
- brig.gen. Stephen Twitty (2010–11)
- polkovnik Kevin M. Batule (2008–2010)
- polkovnik William Norman (2006–2008)
- polkovnik Richard P. McEvoy (2004–2006)
- polkovnik John L. Della Jacono (2003–2004)
- gen.maj. Robert Blackman (2002–2003)
- polkovnik John L. Della Jacono (2002)
- polkovnik Mark S. Wentlent (2000–2002)
- polkovnik Peter J. Deperro (1997–2000)

## Podrejene enote in poveljstva
- 1. vzdrževalno poveljstvo (1st Sustainment Command (Theater)): 26. april 2006 – danes
- 5. korpus: 1945 - ?, 1990-91, 2003-?
- 7. korpus: 1990-91
- 12. korpus: 1944-?
- 18. zračnoprevozni korpus: 1990–91
- 87. pehotna divizija: 1944